# Deutsche Leichtathletik Marketing
Die Deutsche Leichtathletik Marketing GmbH (kurz: DLM) ist eine deutsche Sport-Marketing-Agentur und darüber hinaus die exklusive Vermarktungsagentur des Deutschen Leichtathletik-Verbandes (DLV).

## Tätigkeitsfelder

TrueAthletes Initiative

Der Deutsche Leichtathletik-Verband hat der Deutschen Leichtathletik Marketing GmbH seine weltweiten Medien- und Werberechte übertragen. Das Paket umfasst sämtliche Rechte an DLV-Veranstaltungen, Fernsehübertragungen, den DLV-Nationalmannschaften, Merchandisingprodukten sowie  weitere Sponsoringrechte wie  die Sponsoren-Clubs (Deutsche Häuser) bei Welt- und Europameisterschaften.
Zu den eigenen Geschäftsfeldern der DLM gehört darüber hinaus ein Engagement im Lauf-Bereich. Dazu bietet die DLM über die DLM RunMedia GmbH Kommunikationsplattformen und Events. Mit der Beteiligung an der neu gegründeten Deutschland läuft GmbH soll der Einstieg von Unternehmen ins Eventsponsoring bei Laufveranstaltungen wie der Urban Trail Run-Serie gefördert werden.
Schließlich veranstaltet die DLM im eigenen Namen u. a. den internationalen Länderkampf Berlin fliegt! vor dem Brandenburger Tor. In Kooperation mit den Leichtathletikverbänden Frankreichs, Großbritanniens, Italiens und Spaniens initiierte die DLM 2016 eine Globalisierung dieser Veranstaltung unter dem Titel FLY EUROPE.
2018 rief DLM die #TrueAthletes-Marke ins Leben, eine Initiative zur Förderung des Fair-Play-Gedankens im Breiten- und Leistungssport.

## Medien

Logo von Laufen.de

Die Deutsche Leichtathletik Marketing GmbH ist Inhaber und Herausgeber verschiedener Print- und Online-Medien aus den Bereichen Leichtathletik und Laufen. Das  Lauf-Portal laufen.de wurde 2012 mit dem Health Media Award für Massenkommunikation ausgezeichnet. Betrieben wird es von der DLM RunMedia GmbH. Sechsmal jährlich erscheint darüber hinaus die Zeitschrift laufen.de mit 100.000 verbreiteten Exemplaren. Mit der Plattform leichtathletik.de, die zugleich die offizielle Webseite des Deutschen Leichtathletik-Verbandes ist, betreibt die DLM zudem ein deutschsprachiges Leichtathletik-Portal. Hinzu kommen Auftritte von leichtathletik.de und laufen.de auf den Sozialen Netzwerken Facebook, Instagram, Twitter und YouTube.
Seit Juni 2021 gibt es die DLV TrueAthletes App im für iOS im App Store und Android bei Google Play. Die Applikation zeigt Neuigkeiten, Wettkämpfe, Ergebnisse, Bestenlisten und Athletenprofile.

## Geschäftsführer
Geschäftsführer der DLM war von 2009 bis 2021 Frank Lebert. Vor seiner Zeit im Haus der Leichtathletik war Frank Lebert beim Sportartikelhersteller Nike tätig, zuletzt als Sport-Marketing-Direktor für die Regionen Deutschland, Schweiz, Österreich und Slowenien.
Sein Nachfolger als Geschäftsführer wurde zum 1. November 2021 Michael Mottl, der zuvor seit 2017 in verschiedenen Funktionen für die DLM tätig war, zuletzt als Director Marketing.